# Mitla
Mitla is een archeologische vindplaats in Oaxaca in het zuiden van Mexico bij het plaatsje San Pablo Villa de Mitla.
Het is gelegen in de vallei van Tlacolula niet ver van Oaxaca de Juárez. In de tijd van de Zapoteken heette de stad Lyobaa. De Mixteken hebben rond 100 na Chr. de stad veroverd en noemden hem Mitla, plaats van de doden. In 1494 werd de stad onderworpen door de Azteken. Toen de Spanjaarden in de zestiende eeuw in Mexico voet aan wal zetten was Mitla een vooraanstaande stad met tempels en paleizen, de ruïnes die tot op vandaag nog vele bezoekers tellen zijn stille getuigen van een rijke historie.